# 森高千春
森高 千春（もりたか ちはる、1982年3月22日 - ）は、日本の元AV女優。
埼玉県出身。
血液型：O型 、身長：163cm 、スリーサイズ：B86・W59・H88 、Eカップ
趣味はショッピング、特技は料理。

## 略歴
2001年に『処女宮 ［新世紀］』（h.m.p）でAVデビュー。
2003年12月　同じ事務所所属の彩名杏子と合同で引退記念イベントを行った。
森高千春は当人で2代目。
現在は引退。

## 作品

### アダルトビデオ
2001年
- 処女宮 ［新世紀］　（2001年3月31日、h.m.p）
- むっちんプリンちゃん　（2001年4月22日、h.m.p）
- 「初めての…。」　（2001年5月27日、h.m.p）
- 甘い愛撫　森高千春　（2001年7月27日、h.m.p）
- バナナにミルク！ 千春の海岸物語　（2001年8月28日、h.m.p）
- 千春、上が好き 白尻がふるえる　（2001年9月22日、h.m.p）
- やりすぎ家庭教師　18　（2001年10月31日、h.m.p）
- きせかえAVアイドル コスプレっ娘・千春　（2001年11月30日、h.m.p）
- ザ・リアル 森高千春 白乳ライブ　（2001年12月31日、h.m.p）

2002年
- 口全ワイセツ35 白濁のくちびる　（2002年1月31日、h.m.p）
- 実録 森高千春　（2002年2月28日、h.m.p）
- 巡礼 森高千春 TICKET TO FUCK　（2002年3月14日、h.m.p）
- やりすぎ家庭教師120分スペシャル！！（2002年3月23日、h.m.p/Miss Christine FMC-005）全5名
- AV Idols 2-IN-1 (8708) (2002年5月19日、AVアイドルクラブ)
- 監禁ヴィーナス 森高千春 　（2002年6月14日、トータル・メディア・エージェンシー（TMA））
- 森高千春 極限女優MAX 　（2002年8月23日、トータル・メディア・エージェンシー（TMA））
- 人間　廃業　（2002年8月23日、アリスJAPAN（ジャパンホームビデオ））
- 女尻　（2002年9月20日、アリスJAPAN）
- アイドルザーメン VOL.9　（2002年12月、SODクリエイト）

2003年
- 川浜なつみ＆綾瀬ルリ＆森高千春の超高級ソープ嬢 スペシャル版[二輪車、三輪車編] （2003年1月10日、SODクリエイト）
- NEW Best Selection 1 神谷沙織 安倍なつき 森高千春 桜ことみ 深芳野 真樹さくら（2003年2月21日、h.m.p WJW-001）全6名
- 森高千春 原点 ノーカット フル バージョン （2003年3月28日、シャイ企画）
- デジモでヌイて （2003年5月3日、SODクリエイト）
- 拉致監禁 森高千春　（2003年6月1日、マルクス兄弟）
- 煉獄 森高千春　（2003年6月25日、マルクス兄弟）
- レズ解禁 SPECIAL （2003年7月19日、SODクリエイト）
- ワタシがぜ〜んぶしてアゲル。2　（2003年8月15日、MOODYZ）
- 美白巨乳少女の黒人とセックス　（2003年9月15日、MOODYZ）
- 美乳メガファック！！！（2003年10月21日、h.m.p WOM-001）全12名
- ザーメンチャンピオンカーニバル 【スペレズタッグ戦】　（2003年11月1日、MOODYZ）オムニバス作品
- ザーメンチャンピオンカーニバル 【シングル戦】　（2003年11月1日、MOODYZ）オムニバス作品
- GCUP VENUS Fカップヴィーナス　（2003年11月8日、オーロラプロジェクト）
- お尻と性器 19　（2003年12月1日、ワンズファクトリー）
- アメリカン★ハードコア4　（2003年12月15日、MOODYZ）
- 強制M女 Act-4 森高千春　（2003年12月17日、プレステージ）

2004年
- 女子校生 れず 先輩と私 55　（2004年1月16日、U&K）
- 強制露出コレクション 2　（2004年1月16日、メディアバンク）オムニバス作品
- 徹底連続アクメ興奮映像 森高千春　（2004年1月23日、プレステージ）
- フェラ抜き 巨乳美女11人オール主観240分　（2004年5月24日、プレステージ）オムニバス作品